# Paul Williams (calciatore 1971)
Paul Darren Williams (Burton upon Trent, 26 marzo 1971) è un allenatore di calcio ed ex calciatore inglese, di ruolo difensore e centrocampista.
Williams ha giocato come difensore centrale e centrocampista in Premier League per il Coventry City e il Southampton, oltre che in Football League vestendo le maglie del Derby County e dello Stoke City. Dopo il suo ritiro, ha intrapreso la carriera di allenatore, inizialmente allenando le giovanili del Southampton e del Wolverhampton, per poi passare alle nazionali U-15 e U-16 inglesi, per arrivare poi sulla panchina del Nottingham Forest come allenatore ad interim.

## Carriera

### Derby County
Nato a Burton upon Trent, Williams inizia la sua carriera come attaccante nel Derby County, squadra di First Division, venendo poco dopo arretrato nel ruolo di centrocampista, riuscendo così a debuttare nella stagione 1989-90, finendo l'anno con dieci presenze e segnando il suo primo gol tra i professionisti. Nella stagione successiva il Derby retrocede in Second Division, ma proprio in Second Division Williams aumenta il suo rendimento, concludendo l'anno con ben 13 reti, tra cui un hattrick nella vittoria per 3-1 contro il Watford del 29 Febbraio 1992. In quella stagione, grazie ai gol di Williams, i Rams riuscirono a qualificarsi per i play-off, ma vennero sconfitti in semifinale dal Blackburn Rovers. Nella stagione 1992-1993 Williams iniziò a giocare come difensore centrale, aiutando così la squadra ad arrivare in finale dei play-off di fine stagione, persi contro il Leicester City, partita segnata anche da un errore dello stesso Williams che permise ai Foxes di segnare. Williams rimase al Baseball Ground fino al termine della stagione 1994-1995, stagione che vide il Derby finire al nono posto in classifica, fallendo così la qualificazione ai play-off. Williams conclude la sua carriera con 195 presenze e 33 gol in sei stagioni con la maglia dei Rams.

#### Lincoln City (prestito)
Il 9 Novembre 1989 Williams va in prestito al Lincoln City, squadra di Fourth Division, club con cui Williams esordisce nel mondo professionistico chiudendo il suo prestito con sei presenze in maglia degli Imps.

### Coventry City
Williams riesce ad approdare in Premier League, firmando per il Coventry City nell'Agosto 1995, passaggio che porta nelle casse del Derby 750.000 sterline. Nella stagione del suo debutto, Williams vince il premio di Player of the Year, vestendo la maglia degli Sky Blues per altri cinque anni, prima di venir svincolato nel Settembre 2001, in quanto ormai ultima scelta come difensore centrale dietro ai compagni Gary Breen, Muhamed Konjić, Richard Shaw e Calum Davenport.
Con la maglia del Coventry City, Williams ha collezionato 199 presenze, segnando sei gol.

### Southampton
Williams ritrovò il suo ex allenatore al Coventry City Gordon Strachan il 26 Ottobre 2001, quando accettò il prestito con opzione per l'acquisto definitivo, con il Southampton, anch'esso militante in Premier League. Il giorno successivo Williams fece il suo debutto, entrando a metà partita al posto di Claus Lundekvam nella partita poi persa per 2-1 contro il Fulham. La settimana successiva, Williams firmò un contratto definitivo, diventando titolare inamovibile nella stagione 2001-2002, concludendo l'anno con 30 presenze. Gli infortuni limitarono molto Williams nella stagione 2002–2003, stagione memorabile per i Saints grazie al raggiungimento della finale di FA Cup, la quale qualificò il Southampton per la Coppa UEFA, oltre all'ottava piazza in Premier League. L'ultima partita di Williams con la maglia del Southampton fu proprio la finale di FA Cup, partita in cui Williams assistette interamente dalla panchina alla sconfitta della sua squadra per 1-0 da parte dell'Arsenal. Williams venne svincolato al termine dell stagione, collezionando un totale di 43 presente in due stagioni al St Mary's Stadium.

### Stoke City
Dopo un diverbio con l'allenatore del Walsall Colin Lee, lite dovuta alla marcia indietro riguardante l'accordo di massima tra club e il giocatore per la stagione 2003-2004, Williams si unì ai rivali dello Stoke City il 18 Agosto 2003. Williams collezionò 20 presenze con la maglia dei Potters nella stagione 2003-2004, ma gli infortuni patiti non permisero a Williams di scendere in campo nella stagione 2004-2005, situazione che portò alla risoluzione del contratto il 1 Febbraio 2005.

### Ultimi anni
Ad Aprile 2005 venne annunciata la firma di Williams con i Richmond Kickers, club di United Soccer Leagues First Division. Williams scese in campo solo cinque volte. Ad Ottobre 2006 venne annunciata la firma di Williams con il Rocester Football Club, militante nella lega semi-professionistica Midland Alliance, ma il passaggio fallì.

## Nazionale
Williams ha vestito la maglia della nazionale U21 inglese per 6 volte nel 1991. Ha inoltre giocato tre partite del Torneo di Tolone del 1991, oltre ad aver giocato due partite valide per la qualificazione agli Europei Under-21 del 1992.

## Allenatore

### Fredericksburg Gunners
Il 19 Dicembre 2006, Williams venne annunciato come allenatore degli Fredericksburg Gunners, nuovo club della USL Premier Development League. Venne sostituito da Cristian Neagu a Febbraio 2007, prima dell'inizio della stagione 2007.

### Wolverhampton Wanderers
Williams è stato allenatore della squadra giovanile del Wolverhampton Wanderers, club di Championship, dal 2006 al 2008.

### Aldershot Town
Il 14 Ottobre 2009 Williams venne scelto come assistente del manager ad interim e suo ex-compagno al Southampton Jason Dodd sulla panchina dell'Aldershot Town, squadra di League Two. Il duo è rimasto sulla panchina degli Shots per quattro partite, fino alla vittoria per 2-0 nel secondo round FA Cup contro il Bury, partita giocata il 7 Novembre.

### Southampton
Williams tornò al Southampton, suo vecchio club, come allenatore part-time delle giovanili nel 2009, venendo poi promosso ad allenatore full-time delle giovanili nel Luglio 2011. Williams ha allenato la squadra Under-13, oltre ad essere stato il vice della squadra Under-18 allenata da Jason Dodd, oltre ad aver preparato sessioni di allenamento specifiche per le squadre dall'Under-14 all'Under-18. Dodd e Williams vennero licenziati il 20 Maggio 2014. Durante il loro operato, Dodd e Williams fecero crescere giocatori della nazionale inglese quali Luke Shaw e Calum Chambers, oltre a far guadagnare ai Saint milioni in trasferimenti.

### Team Solent
Williams fu l'allenatore del Team Solent, squadra militante nella Hampshire Premier League, undicesima serie inglese, per la stagione 2010-2011.

### Eastleigh
Il 2 Giugno 2011 Williams venne scelto come assistente e preparatore della prima squadra dal club di Conference South dell'Eastleigh, affiancando così Ian Baird. Il 1 Luglio Williams lasciò il club.

### Gosport Borough
Nel Gennaio 2015 Williams si ritrovò con Jason Dodd al Gosport Borough, squadra di Conference South. Williams lasciò il club al termine della stagione 2014-2015.

### Brentford
A Luglio 2015 Williams si unì al club di Championship del Brentford come responsabile della logistica, diventando poi assistente dell'allenatore ed ex-compagno al Derby County e Coventry City Lee Carsley il 28 Settembre Due mesi dopo il cambio di allenatore sulla panchina dei Bees, Williams venne sostituito dall'assistente Richard O'Kelly e venne riposizionato come allenatore della squadra giovanile del Brentford. Williams lasciò definitivamente il club nel Dicembre 2015.

### England U15 & U16
Il 28 Luglio 2015, Williams venne presentato come assistente allenatore delle squadre Under-15 e Under-16 della nazionale inglese.

### Nottingham Forest
Il 17 Dicembre 2015, Williams venne scelto come allenatore del Nottingham Forest, squadra di Championship. Il 13 Marzo 2016 venne annunciato che Williams sarà l'allenatore dei Reds fino al termine della stagione 2015-2016, dopo il licenziamento di Dougie Freedman. Williams fece il suo esordio come allenatore ad interim due giorni dopo la firma, nella partita in trasferta contro l'Hull City, match pareggiato per 1-1.
Il 12 Maggio 2016, al termine della stagione di Champioship, Williams lascia il Nottingham Forest.

## Statistiche
| Squadra                 | Stagione        | Campionato         | Campionato | Campionato | FA Cup | FA Cup | League Cup | League Cup | Altro | Altro | Totale | Totale |
| Squadra                 | Stagione        | Serie              | Pres.      | Gol        | Pres.  | Gol    | Pres.      | Gol        | Pres. | Gol   | Pres.  | Gol    |
| ----------------------- | --------------- | ------------------ | ---------- | ---------- | ------ | ------ | ---------- | ---------- | ----- | ----- | ------ | ------ |
| Derby County            | 1989–90         | First Division     | 10         | 1          | —      | —      | 0          | 0          | 0     | 0     | 10     | 1      |
| Derby County            | 1990–91         | First Division     | 19         | 4          | 0      | 0      | 1          | 0          | 1     | 0     | 21     | 4      |
| Derby County            | 1991–92         | Second Division    | 41         | 13         | 3      | 2      | 3          | 1          | 3     | 0     | 50     | 16     |
| Derby County            | 1992–93         | First Division     | 19         | 4          | 3      | 1      | 0          | 0          | 5     | 1     | 27     | 6      |
| Derby County            | 1993–94         | First Division     | 34         | 1          | 1      | 0      | 3          | 0          | 4     | 0     | 42     | 1      |
| Derby County            | 1994–95         | First Division     | 37         | 3          | 1      | 0      | 4          | 1          | 2     | 1     | 44     | 5      |
| Derby County            | Totale          | Totale             | 160        | 26         | 8      | 3      | 11         | 2          | 15    | 2     | 194    | 33     |
| Lincoln City (prestito) | 1989–90         | Fourth Division    | 3          | 0          | 2      | 0      | —          | —          | 1     | 0     | 6      | 0      |
| Coventry City           | 1995–96         | Premier League     | 32         | 2          | 1      | 0      | 4          | 1          | —     | —     | 37     | 2      |
| Coventry City           | 1996–97         | Premier League     | 32         | 2          | 4      | 0      | 2          | 0          | —     | —     | 38     | 2      |
| Coventry City           | 1997–98         | Premier League     | 20         | 0          | 1      | 0      | 4          | 0          | —     | —     | 25     | 0      |
| Coventry City           | 1998–99         | Premier League     | 22         | 0          | 2      | 0      | 2          | 0          | —     | —     | 26     | 0      |
| Coventry City           | 1999–00         | Premier League     | 28         | 1          | 3      | 0      | 1          | 0          | —     | —     | 32     | 1      |
| Coventry City           | 2000–01         | Premier League     | 30         | 0          | 2      | 0      | 4          | 0          | —     | —     | 36     | 0      |
| Coventry City           | 2001–02         | First Division     | 5          | 0          | —      | —      | 0          | 0          | —     | —     | 5      | 0      |
| Coventry City           | Totale          | Totale             | 169        | 5          | 13     | 0      | 17         | 0          | —     | —     | 199    | 5      |
| Southampton             | 2001–02         | Premier League     | 28         | 0          | 1      | 0      | 1          | 0          | —     | —     | 30     | 0      |
| Southampton             | 2002–03         | Premier League     | 11         | 0          | 1      | 0      | 0          | 0          | —     | —     | 12     | 0      |
| Southampton             | Totale          | Totale             | 39         | 0          | 2      | 0      | 1          | 0          | —     | —     | 42     | 0      |
| Stoke City              | 2003–04         | First Division     | 19         | 0          | 0      | 0      | 1          | 0          | —     | —     | 20     | 0      |
| Stoke City              | 2004–05         | Championship       | 0          | 0          | 0      | 0      | 0          | 0          | —     | —     | 0      | 0      |
| Stoke City              | Totale          | Totale             | 19         | 0          | 0      | 0      | 1          | 0          | —     | —     | 20     | 0      |
| Richmond Kickers        | 2005            | USL First Division | 5          | 0          | —      | —      | —          | —          | —     | —     | 5      | 0      |
| Totale carriera         | Totale carriera | Totale carriera    | 395        | 31         | 25     | 3      | 30         | 3          | 16    | 2     | 466    | 39     |

1. ↑  Presenza in Full Members Cup.
2. ↑  2 presenze ai play-off di Football League, 1 presenza in Full Members Cup.
3. 1 2  Presenze nella Coppa Anglo-Italiana.
4. ↑  3 presenze in Football League, 1 presenza nella Coppa Anglo-Italiana.
5. ↑  Presenza nel Football League Trophy.

## Palmarès
- Coventry City Player of the Year: 1995–96[9]